# Dům čp. 241 (Štramberk)
Dům čp. 241 stojí na ulici Zauličí ve Štramberku v okrese Nový Jičín. Roubený dům byl postaven na počátku 19. století. Byl zapsán do Ústředního seznamu kulturních památek ČR před rokem 1988 a je součástí městské památkové rezervace.

## Historie
Podle urbáře z roku 1558 bylo na náměstí postaveno původně 22 domů s dřevěným podloubím, kterým bylo přiznáno šenkovní právo, a sedm usedlých na předměstí. Uprostřed náměstí stál pivovar. V roce 1614 je uváděno 28 hospodářů, fara, kostel, škola a za hradbami 19 domů. Za panování jezuitů bylo v roce 1656 uváděno 53 domů. První zděný dům čp. 10 byl postaven na náměstí v roce 1799. V roce 1855 postihl Štramberk požár, při němž shořelo na 40 domů a dvě stodoly. V třicátých letech 19. století stálo nedaleko náměstí ještě dvanáct dřevěných domů.
Původní roubený dům čp. 241 byl postaven na počátku 19. století. V třicátých letech 20. století byl ubourán a nahrazen zděnou částí. Důvodem bourání bylo rozšíření silnice. Podle dendrochronologického průzkumu byly jedlové trámy použité ke stavbě roubenky káceny v období let 1810 až 1813. Objekt je příkladem původní předměstské zástavby ve Štramberku.

## Stavební podoba
Dům je přízemní roubená stavba na obdélném půdorysu, je orientován severní zděnou štítovou stranou k ulici. Dispozice je trojdílná se síní, jizbou a komorou. Stavba je roubená z hrubě otesaných kuláčů. Je postavena na vysoké kamenné podezdívce, která vyrovnává svahovou nerovnost. Dům je podsklepen se vstupem z jižní strany. Roubené jižní štítové průčelí má tři kaslíková okna, severní průčelí je dvouosé s oknem ve štítu. Štít jižního průčelí je trojúhelníkový svisle bedněný s laťováním a podlomenicí v patě štítu. Vstup do domu je na pravé okapové straně, k levé je přistavěn zděný přístavek s pultovou střechou. Střecha je sedlová, krytá plechem.